# Catedral metropolitana de Vitória
La Catedral Metropolitana de Nuestra Señora de la Victoria (en portugués: Catedral Metropolitana de Nossa Senhora da Vitória) es un edificio religioso católico que está ubicado en la Ciudad Alta, en la Praça Dom Luiz Scortegagna, siendo construida casi en el mismo lugar de la estructura matriz original, que fue demolida a principios de este siglo. Su construcción se inició en 1920 y se terminó en los años setenta. Pertenece a la arquidiócesis de Vitória do Espírito Santo.
Se construyó en el lugar donde, hasta 1918 , había una iglesia llamada Iglesia de Nuestra Señora de la Victoria, que era la iglesia matriz de la ciudad . Era una iglesia de estilo colonial, que comenzó a construirse en 1551, cuando Victoria todavía se llamaba Vila Nova, en el período del primer donatario de la capitanía del Espíritu Santo, Vasco Fernandes Coutinho .
Con la creación de la Diócesis de Espíritu Santo ( 1895) y el nombramiento del primer obispo, monseñor Juan Bautista Correia Neri, la iglesia recibió el título de Catedral. 

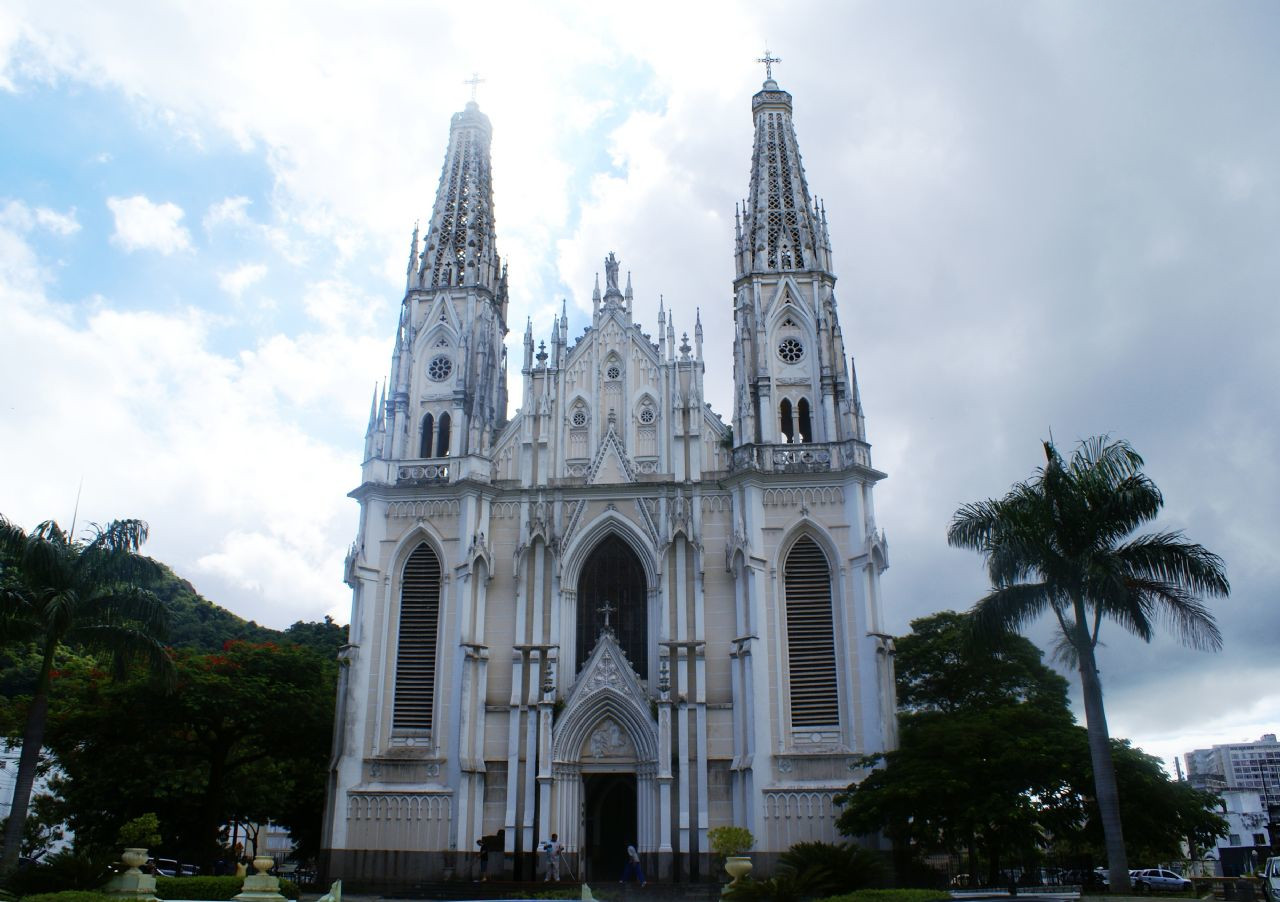
Catedral Metropolitana de Vitória.